# 古畑翔
古畑 翔（ふるはた しょう、1996年12月10日 - ）は、ジャパンラグビーリーグワン埼玉パナソニックワイルドナイツに所属するラグビー選手。

## プロフィール
- 大阪府出身[1]。
- ポジションはプロップ(PR)。
- 身長 185 cm、体重 123 kg
- 関東学生代表に選ばれたことがある[2]。

## 略歴
東大阪ラグビースクールでラグビーを始めた。
2015年、大阪桐蔭高校卒業後、大東文化大学に入る。
2019年、大東文化大学卒業後、パナソニック ワイルドナイツ(現・埼玉パナソニックワイルドナイツ)に加入。
2021年3月6日にジャパンラグビートップリーグ第3節キヤノンイーグルス戦に途中出場で公式戦初出場を果たす。
2024年6月上旬からオーストラリア・キャンベラに留学。